# Талліннське співоче поле

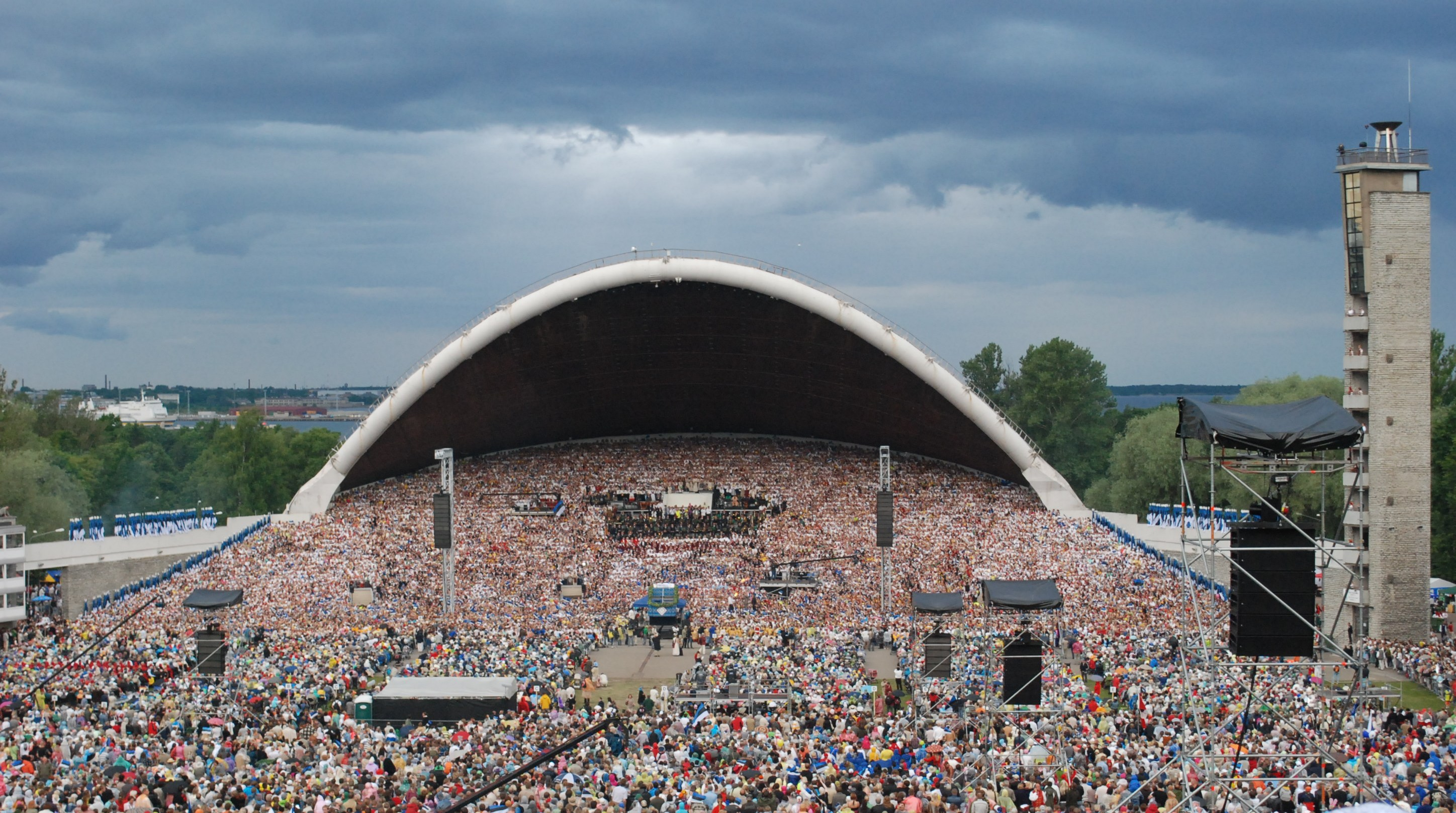
XXV Естонський співочий фестиваль

Співоче поле (ест. Lauluväljak) — відкритий концертний майданчик у Таллінні, на якому кожних п'ять років відбувається Талліннський співочий фестиваль. Майданчик вміщає 75 тис. глядачів. Він був збудований до Співочого фестивалю 1959 року.
За планом сцена вміщає 15 тис. співаків, хоча можливий і інший варіант - глядачі можуть сидіти на сцені, а виступи відбуватися перед нею. На північному кінці сцени є 42 метрова пожежна вежа. 
Саме тут 1988 року естонці зібралися на фестиваль співати патріотичні пісні, що перетворилося у рух непокори, відомий як Співоча революція. Тоді на полі зібралося понад 300 тис. людей.
Співоче поле використовується також для концертів відомих музикантів, на ньому виступали  Iron Maiden, Red Hot Chili Peppers,  Майкл Джексон, Тіна Тернер,  50 Cent, Metallica, The Rolling Stones, Елтон Джон, Depeche Mode, Pet Shop Boys та Мадонна, Thirty Seconds to Mars. Проводиться тут і танцювальний Санденс фестиваль.